# Рендуфе (Гимарайнш)
Рендуфе (порт. Rendufe) — район (фрегезия) в Португалии, входит в округ Брага. Является составной частью муниципалитета Гимарайнш. Находится в составе крупной городской агломерации Большое Минью. По старому административному делению входил в провинцию Минью. Входит в экономико-статистический субрегион Аве, который входит в Северный регион. Население составляет 779 человек на 2001 год. Занимает площадь 5,22 км².
Покровителем района считается Святой Роман (порт. São Romão).